# Єгипетська революція (1919)
Єгипетська революція 1919 року — революція, що була спрямована проти британської окупації Єгипту і Судану. Революційні події розгорнулися у відповідь на те, що британці в 1919 році видворили з країни революційного лідера Саада Заглула та інших членів партії «Вафд». В результаті революційних подій Велика Британія в 1922 році визнала незалежність Єгипту, а в 1923 році була прийнята нової конституція. Велика Британія, однак, відмовилася визнати повний суверенітет Єгипту над Суданом, а також відкликати свої війська із зони Суецького каналу. Ці чинники продовжили погіршувати англо-єгипетські відносини в наступні десятиліття і привели до єгипетської революції 1952 року.

## Передумови
Методом боротьби в ході революції 1919 була громадянська непокора британській адміністрації. Центрами революційних подій були Каїр і Олександрія. Страйкували студенти та юристи, а також пошта, телеграф, трамвайне і залізничне сполучення. В кінцевому підсумку до страйку приєдналися єгипетські державні службовці.
Революція 1919 року виявилася однією з перших успішних акцій ненасильницького громадянської непокори. Після її успіху аналогічні дії зробили Індійський рух за незалежність під керівництвом Махатми Ганді.

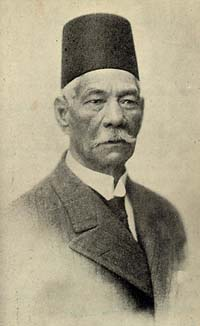
Саад Сайфула

Незабаром після підписання перемир'я у Першій світовій війні, делегація єгипетських націоналістів, очолювана Саадом Заглулом, звернулася до губернатора Реджинальда Вінгейта з вимогою скасувати британський протекторат в Єгипті і дозволити представникам Єгипту бути присутніми на мирній конференції в Парижі. У той же час в Єгипті посилювалося масовий рух за повну незалежність Єгипту, яке застосовував тактику громадянської непокори. Заглул і його партія Вафд користувалися підтримкою населення. Вафдисти їздили по містах і селах, збираючи підписи під петицією про надання країні незалежності.
У відповідь на ці виступи британці заарештували Сайфула і двох інших лідерів руху і заслали їх на Мальту. Ці дії послужили поштовхом до революції.

## Події Революції
8 березня 1919, після арешту Сайфула і його сподвижників і їх висилки на Мальту, почалася революція. Кілька тижнів поспіль, аж до квітня, відбулися страйки і демонстрації по всьому Єгипту, в яких брали участь студенти, службовці, торговці, селяни, робітники і релігійні діячі. Ці виступи перевернули нормальне життя в країні. В акціях протесту брали участь як чоловіки, так і жінки. Сталося також зближення мусульман і християн в ім'я спільної мети. Незважаючи на ненасильницькі методи єгиптян, солдати АНЗАК кілька разів відкривали по них вогонь. Виступи в сільських районах були особливо агресивними. Вони супроводжувалися атаками на британські військові установки, споруди і на самих британців. Під настільки сильним тиском Лондон був змушений 22 лютого 1922 в односторонньому порядку визнати незалежність Єгипту.

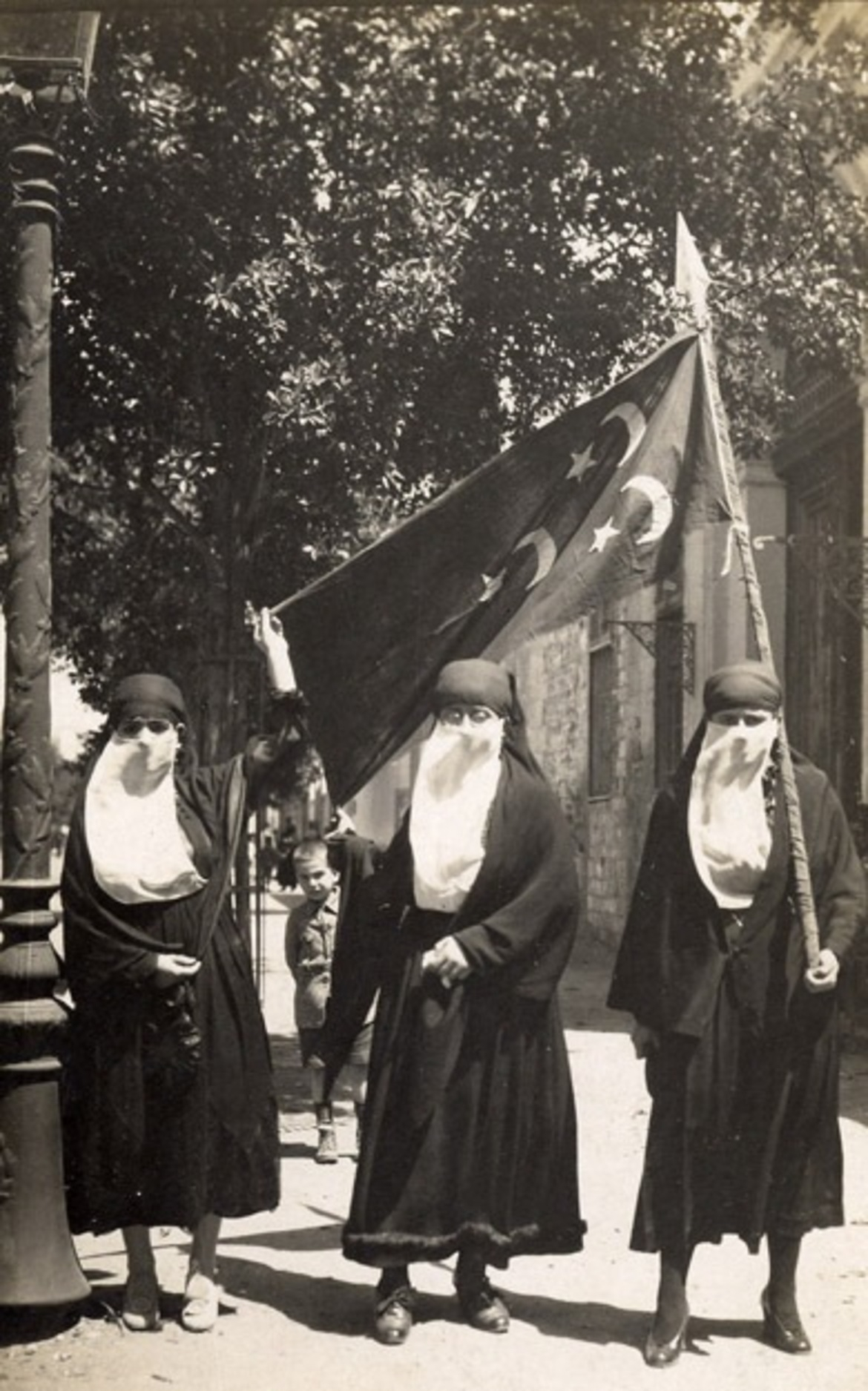
Єгипетські жінки, вийшли разом з чоловіками на демонстрацію проти висилки лідера націоналістів Саада Сайфула

Партія «Вафд» представила проєкт нової конституції, заснованої на парламентській репрезентатівній системі. На той момент, незалежність Єгипту мала тимчасовий статус, так як британські сили продовжували свою присутність в Єгипті. Крім того, визнання незалежності не поширювалося на Судан, який залишався під британським управлінням.
У 1924 році Саад Сайфула став першим прем'єр-міністром Єгипту, призначеним за результатами загальних виборів. За версією газети The New York Times в результаті революційних подій було вбито 800 єгиптян, 1600 було поранено.